# Kombaki (Niger)
Kombaki (auch: Kollito, Konbaki) ist ein Dorf in der Landgemeinde Roumbou I in Niger.

## Geographie
Das von einem traditionellen Ortsvorsteher (chef traditionnel) geleitete Dorf befindet sich rund 17 Kilometer nordwestlich des Hauptorts Roumbou I der gleichnamigen Landgemeinde, die zum Departement Dakoro in der Region Maradi gehört. Zu den Siedlungen in der näheren Umgebung von Kombaki zählen Maïrakouma im Südosten und Maïlafia im Süden.
Es herrscht das Klima der Sahelzone vor, mit einer durchschnittlichen jährlichen Niederschlagsmenge zwischen 300 und 400 mm. Bei Kombaki erstrecken sich sieben Teiche (mares), die nur zeitweise Wasser führen.

## Geschichte
Die kanadische Regierung finanzierte 2015 über das Entwicklungsprogramm der Vereinten Nationen die Errichtung einer Trinkwasserversorgungsanlage für die Bevölkerung von Kombaki und seiner Nachbardörfer.

## Bevölkerung
Bei der Volkszählung 2012 hatte Kombaki 1444 Einwohner, die in 178 Haushalten lebten. Bei der Volkszählung 2001 betrug die Einwohnerzahl 147 in 21 Haushalten und bei der Volkszählung 1988 belief sich die Einwohnerzahl auf 79 in 14 Haushalten.
Die Bevölkerungsdichte in diesem Gebiet ist mit 10 bis 20 Einwohnern je Quadratkilometer relativ gering.

## Wirtschaft und Infrastruktur
Kombaki liegt in einem Gebiet des Übergangs zwischen der Naturweidewirtschaft des Nordens und des Ackerbaus des Südens, was zu Landnutzungskonflikten führt. Im Dorf wird ein Wochenmarkt abgehalten. Der Markttag ist Donnerstag. Der Markt wurde nach 1960, dem Jahr der staatlichen Unabhängigkeit Nigers, etabliert. Er ist ein Treffpunkt von Ackerbauern und Viehzüchtern. Hier werden unter anderem Kalebassen gehandelt, deren Hauptabnehmer zur ethnischen Gruppe der Fulbe gehören. Es gibt eine Schule im Dorf.